# Eleccions presidencials de la República de la Xina de 1978
Les eleccions presidencials de la República de la Xina de 1978 (1978年中華民國總統選舉) van ser unes eleccions presidencials i vicepresidencials celebrades el 21 de març de 1978 al territori de la província de Taiwan, a la República de la Xina. La votació tingué lloc al Pavelló Chung-Shan, a Yangmingshan, Taipei. El fins aleshores Primer Ministre de la República de la Xina Chiang Ching-kuo, fill de l'expresident Chiang Kai-shek, fou elegit President de la República de la Xina juntament amb el fins aleshores governador provincial de Taiwan com a Vicepresident, Hsieh Tung-min, qui esdevingué el primer Vicepresident nascut a Taiwan. D'acord amb les disposicions transitòries contra la rebel·lió comunista, eren elegibles per a votar en aquests comicis els diputats de l'Assemblea Nacional electes als comicis de 1947, 1969 i 1972. Un total de 1.220 delegats confirmaren la seua assistència a la sessió de votació.
El llavors President Yen Chia-kan, que en calitat de Vicepresident havia succeït en la presidència a Chiang Kai-shek quan aquest morí al càrrec l'any 1975, decidí no presentar-se a la reelecció per tal de donar suport a la candidatura de Chiang Ching-kuo, fill de Chiang Kai-shek i en aquell moment Primer Ministre i Lider del Partit Nacionalista (PN).

## Resultats

### Presidencials
| Candidat      | Candidat         | Partit                   | Vots  | %      |
| ------------- | ---------------- | ------------------------ | ----- | ------ |
|               | Chiang Ching-kuo | Partit Nacionalista (PN) | 1.184 | 100%   |
| Total         | Total            | Total                    | 1.184 | 100%   |
| Vots vàlids   | Vots vàlids      | Vots vàlids              | 1.184 | 98,34% |
| Vots invàlids | Vots invàlids    | Vots invàlids            | 20    | 1,66%  |
| Vots totals   | Vots totals      | Vots totals              | 1.204 | 100%   |
| Participació  | Participació     | Participació             | 1.220 | 98,69% |

### Vicepresidencials
| Candidat      | Candidat       | Partit                   | Vots  | %      |
| ------------- | -------------- | ------------------------ | ----- | ------ |
|               | Hsieh Tung-min | Partit Nacionalista (PN) | 941   | 100%   |
| Total         | Total          | Total                    | 941   | 100%   |
| Vots vàlids   | Vots vàlids    | Vots vàlids              | 941   | 79,14% |
| Vots invàlids | Vots invàlids  | Vots invàlids            | 248   | 20,86% |
| Vots totals   | Vots totals    | Vots totals              | 1.189 | 100%   |
| Participació  | Participació   | Participació             | 1.220 | 97,46% |